# Bimota YB7
La Bimota YB7 è una motocicletta costruita dalla casa motociclistica italiana Bimota dal 1988 al 1989.

## Descrizione
Presentata ad Salone del Motociclo di Colonia del 1988, la YB7 montava un motore a quattro cilindri in linea a quattro tempi da 398 cm³ alimentato da quattro carburatori Mikuni da 30 mm di diametro, derivato direttamente da quello montato sulla FZR 400, attraverso un accordo di fornitura tra il costruttore italiano e quello nipponico. È stato prodotto esclusivamente per il mercato giapponese, dove i vincoli di importazione favoriscono le piccole cilindrate. 
Sviluppa 65 CV a 12500 giri/min, per una coppia di quasi 4 mkg a 9500 giri/min.
Questo motore, che svolge anche funzione strutturale, è circondato da un telaio perimetrale in alluminio a sezione quadrata. La frenata è assicurata da un sistema fornito dalla Brembo, grazie a due dischi da 280 mm di diametro all'anteriore morsi da pinze radiali a doppio pistoncini e un disco da 230 mm di diametro al posteriore coadiuvato da una pinza a mono pistoncino. Sia la forcella telescopica rovesciata da 42 mm all'avantreno che il monoammortizzatore al retrotreno sono della Marzocchi. I cerchi a tre razze in alluminio sono della Oscam.